# Шаховской, Алексей Иванович
Князь Алексей Иванович Шаховской (ок. 1690 — 1736) — генерал-аншеф и сенатор из рода Шаховских, с 1734 года правитель Малороссии.

## Биография
Родился около 1690 года в семье стольника князя Ивана Перфильевича Шаховского и княжны Екатерины Алексеевны Звенигородской; пасынок княгини Татьяны Федоровны Юсуповой, урождённой княжны Коркодиновой. Шурин контр-адмирала И. К. Муханова, дядя обер-прокурора Якова Шаховского.
В 1707 году поступил на военную службу. В 1718 году, в чине гвардии подпоручика, он был членом суда над царевичем Алексеем и поставил свою подпись под смертным приговором.
в 1719 — Капитан-поручик гвардии. В том же году, вместе с майором Лихаревым, он был командирован в Сибирь для производства следствия над сибирским губернатором Гагариным и полковником Бухгольцем. 
В 1726 году был назначен вахмистром в Кавалергардский корпус и 1 января 1727 года произведён в генерал-майоры и корнеты Кавалергардского корпуса; с 12 мая по 9 сентября 1727 года — майор лейб-гвардии Семеновского полка.
Был одним из наиболее приближенных лиц Меншикова. В мае 1727 года князю Шаховскому были пожалованы многочисленные выморочные поместья и и вотчины в Коломенском, Нижегородском, Костромском и Даниловском уездах. Сразу после ареста Меншикова в сентябре 1727 года появился Высочайший указ «о немедленном отъезде генерал-майора кн. Шаховского в армию и о небытии ему майором Семеновского полка и у кавалергардии». Состоял «при фельдмаршале князе М. М. Голицыне на Украйне», затем — при генерале Ф. Г. Чекине, охраняя границы от калмыков и башкир.
С начала 1729 года ему было назначено состоять министром при малороссийском гетмане Данииле Апостоле.
С 6 марта 1730 года он был назначен к присутствованию в Правительствующем сенате и в декабре того же года был командирован в Малороссию для производства секретного следствия о поступках гетмана Апостола по доносу полковника Василия Танского.
С 4 сентября 1731 года — генерал-адъютант Его Императорского Величества; с 15 декабря 1731 года — подполковник лейб-гвардии Конного полка.
В Сенате назначался в различные комиссии: в 1732 году был членом комиссии по вопросу об изъятии из обращения пятикопеечников; по вопросу проверки счетов по кронштадтским строением адмирала Сиверса; производил следствия о противозаконных поступках вице-адмирала Синявина и о злоупотреблениях в Слободских полках.
В июле 1732 года ему пожаловано было 1023 души крестьян в разных губерниях (в Шлиссельбургском, Новгородском, Тульском и Московском уездах), 9 сентября того же года — дом в Петербурге, на Адмиралтейском острове.
В начале 1733 года, 28 января, он был произведён в генерал-поручики и вскоре после того получил в командование корпус, расположенный в Польше. Уже в мае, в связи с болезнью гетмана Апостола, ему было повелено ехать в Глухов, в июне он получил во временное командование украинский корпус и в декабре утверждён его командиром. В январе 1734 года ему было повелено ехать немедленно в Малороссию и принять на себя заведование всеми делами в случае смерти гетмана Апостола. На следующий день гетман скончался, и по указу от 26 января 1734 года он стал правителем Малороссии (новое управление было дано вместо гетманского, состоялось учреждение канцелярии малороссийских дел, находившейся под ведением Сената). С 5 февраля 1736 года — генерал-аншеф с оставлением во всех занимаемых должностях. В этом же году он был отозван и на его место назначен князь Барятинский.
«Русский биографический словарь А. А. Половцова» указал дату смерти 26 апреля 1737 года; затем было уточнено, что князь Алексей Иванович Шаховской, умер в своём подмосковном имении Лапотково 27 мая (7 июня) 1736 года; «Сборник биографий кавалергардов» уточняет, что «пробыв некоторое время в Москве, Шаховской выехал в Глухов, но близ Тулы заболел лихорадкой и остановился в своём имении Лапоткове Крапивинского уезда, где через несколько дней, 27 мая 1736 года, скончался. Тело его было отвезено в Москву, где погребено в церкви Алексеевского женского монастыря». Московский некрополь, ссылаясь на Русский архив (1895. — Кн. II. — С. 388), также называет местом погребения «Алексеевский девичий монастырь, у Пречистенских ворот, где ныне храм Спасителя», но даёт дату смерти: 26 апреля 1737 года.

## Награды
- Орден Святого Александра Невского (29.06.1727).

## Семья
Был дважды женат. Первая жена — княжна Евдокия Фёдоровна, урожд. Львова (ок. 1687 — 2.6.1713), похоронена в церкви Св. Николая в Столпах; брак был бездетный.
От второго брака (с 10.11.1721) с родственницей княгини Д. М. Меншиковой, Татьяной Дмитриевной Арсеньевой (1700 — после 1757) имел сына и двух дочерей:
- Наталья (1722 — после 1782), жена сначала генерала Н. И. Стрешнева (1706—1745), затем Ф. Б. Пассека (1713—1796); скончалась между 1782 и 1791 гг.
- Аграфена  (1728—1782), жена (с 1764) генерал-поручика Леонтия Михайловича Карабанова (1703—1775), он умер в июне 1775 г. (его сыну, а своему пасынку — бригадиру Федору Леонтьевичу Карабанову она продала в июне 1777 г. унаследованный от мужа дом)
- Николай  (1733—1766), премьер-майор лейб-гвардии Конного полка